# Paul Mazon
Paul Mazon, (Privàs, 25 de juny de 1874 - París, 13 de febrer de 1955), fou un hel·lenista francès, membre de l'Institut de França i de l'Académie des inscriptions et belles-lettres (elegit l'any 1927). Va ensenyar grec antic a La Sorbona, de la que en fou catedràtic, i al Col·legi de França. És l'autor de traduccions molt reconegudes dels clàssics grecs, i fou fundador de l'Association Guillaume Budé (1917) i el primer president de la societat d'edició impulsada per aquesta darrera, Les Belles Lettres, de 1919 a 1940.
El seu pare Albin Mazon (1828-1908), fou un important periodista i historiador.

## Traduccions
- Hésiode. introduction à la Théogonie (en francès).  París: Les Belles Lettres, 1928, p. 242 (Collection des universités de France). ISBN 978-2-251-00152-4.
- Homer, Ilíada, Les Belles Lettres, 1937-1938 (rééd. Gallimard, « Folio », 1975)
- Sòfocles, Tragèdies, Les Belles Lettres, 1962 (rééd. Gallimard, « Folio », 1973)
- Èsquil, Tragèdies, Les Belles Lettres, 1921-1925 (rééd. Gallimard, « Folio », 1982)